# Wassil Talasch

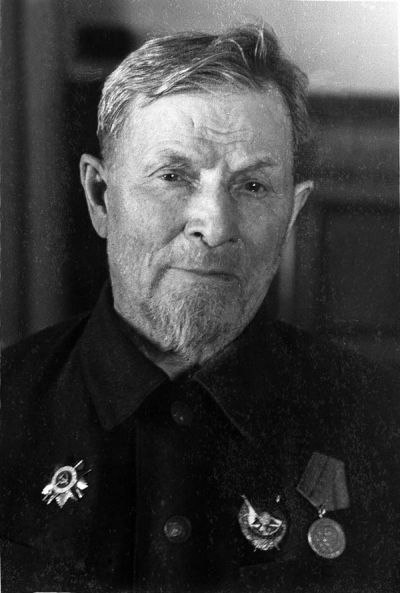
Wassil Talasch (1944)

Wassil Issakawitsch Talasch (belarussisch Васіль Ісакавіч Талаш; * 25. Dezember 1844jul. / 6. Januar 1845greg. in Nawasjolki im Rajon Petrykau, Belarus (bis 1991: UdSSR); † 23. August 1946 ebenda) war ein sowjetischer Partisan.

## Leben
Talasch arbeitete als Bauer. Im Russischen Bürgerkrieg leitete er Partisaneneinheiten in einer Region, die hauptsächlich von Polen bewohnt war, die die Weiße Armee bekämpften. Im Polnisch-Sowjetischen Krieg befehligte er eine Einheit aus 300 Personen, die erfolgreich gegen die polnische Armee kämpften. Danach war Talasch als Vorsitzender des Sowjets im Dorf Nawasjolki tätig. Angesichts der deutschen Invasion von 1941 in der Sowjetunion nahm Talasch trotz seines hohen Alters erneut am Partisanenkampf teil und erhielt von seinen Mitkämpfern die liebevolle Bezeichnung Opa Talasch. Talasch kämpfte in einer Partisaneneinheit in der bewaldeten Region Petrykaus gegen die deutsche Besatzung. Weiterhin arbeitete er als Aufklärer für die Rote Armee. Er ist auf dem Friedhof der Stadt Petrykau beigesetzt.

## Ehrungen

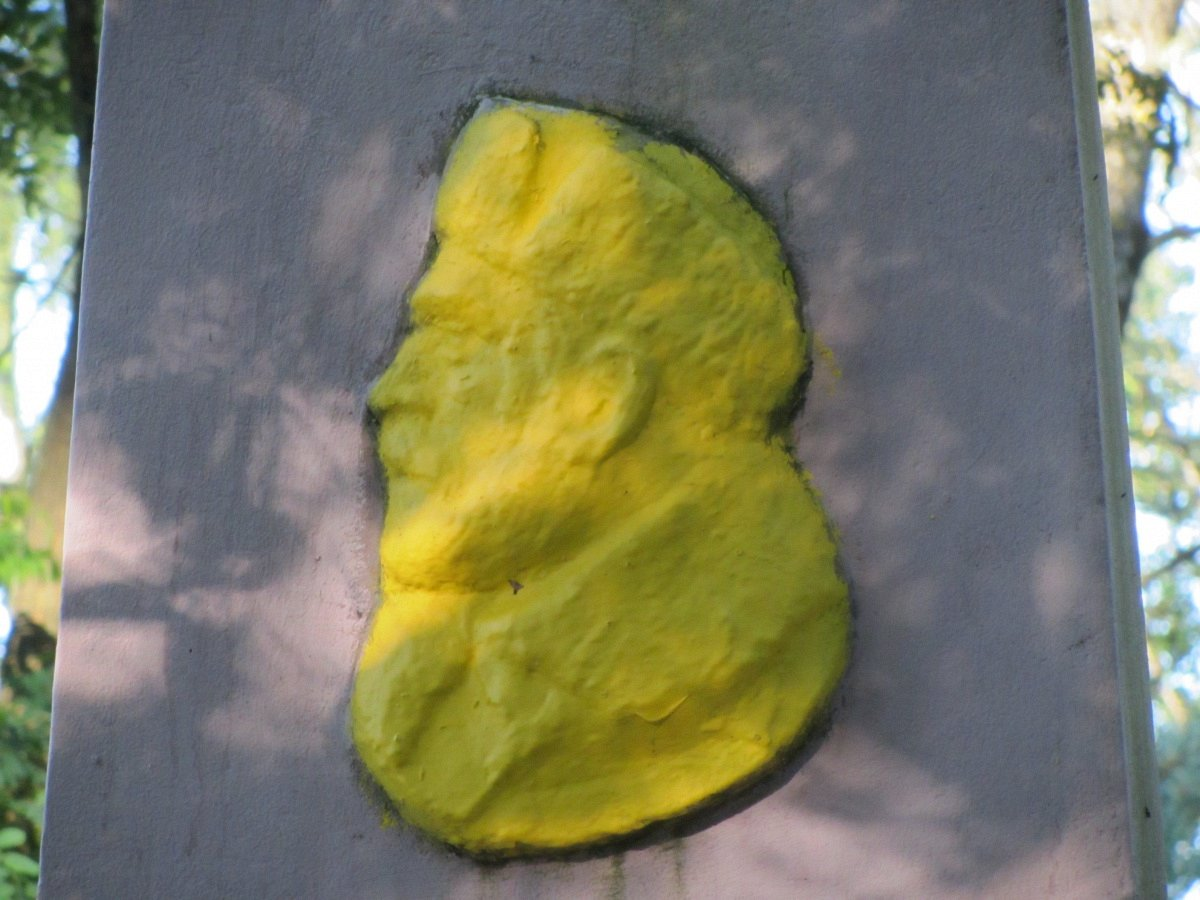
Relief auf dem Grab Talaschs in Petrykau

Im Jahre 1945 erhielt Talasch vom Minister für Forstökonomie der UdSSR German Motowilow ein Diplom sowie ein Erinnerungszeichen für seine Tätigkeit in der Forstwirtschaft der UdSSR. Der weißrussische Nationaldichter Jakub Kolas machte Opa Talasch zum Protagonisten seines 1934 erschienenen Werkes Dryhwa. Im Jahr 1958 wurde ein von Sair Asgur geschaffenes Denkmal für Wassil Talasch im Stadtpark Petrykau errichtet. In Nawasjolki wurde 1989 ihm zu Ehren ein Museum eröffnet. Auf dem Jakub-Kolas-Platz in Minsk steht rechts von der Statue Kolas’ auch ein Denkmal für Talasch zusammen mit seinem Enkel Panas.